# Гриппол
Гриппол — группа торговых марок, объединяющая линейку 3- и 4-валентных инактивированных вакцин для профилактики гриппа.

## Вакцины
В разный период времени в линейку Гриппол входили 7 продуктов категории грипозных вакцин, из них три мультивакцины: Гриппол — вакцина гриппозная тривалентная полимер-субъединичная жидкая, Гриппол Нео — вакцина гриппозная тривалентная инактивированная субъединичная адъювантная, Гриппол плюс — вакцина гриппозная тривалентная инактивированная полимер-субъединичная и Гриппол Квадривалент — вакцина гриппозная четырехвалентная инактивированная субъединичная адъювантная и три моновакцины: МоноГриппол, МоноГриппол Нео и МоноГриппол плюс.
В настоящее время производитель — НПО Петровакс Фарм, помимо других вакцин выпускает 2 продукта бренда Гриппол: — Гриппол плюс и Гриппол Квадривалент. Препараты группы Моно (МоноГриппол, МоноГриппол Нео, МоноГриппол плюс) в настоящее время на рынки РФ не поставляются.

## Лекарственная форма
Суспензия для внутримышечного и подкожного введения.

## Состав

### Гриппол плюс
В 0,5 мл суспензии содержится:
- антиген вируса гриппа типа A (H1N1) с содержанием гемагглютинина — 5 мкг
- антиген вируса гриппа типа A (H3N2) с содержанием гемагглютинина — 5 мкг
- антиген вируса гриппа типа В* с содержанием гемагглютинина — 5 мкг
- Полиоксидоний (азоксимера бромид) — 500 мкг

### Гриппол Квадривалент
В 0,5 мл суспензии содержится:
- антиген вируса гриппа типа A (H1N1) с содержанием гемагглютинина — 5 мкг
- антиген вируса гриппа типа A (H3N2) с содержанием гемагглютинина — 5 мкг
- антиген вируса гриппа типа В (линия Yamagata) с содержанием гемагглютинина — 5 мкг
- антиген вируса гриппа типа В (линия Victoria) с содержанием гемагглютинина — 5 мкг
- Полиоксидоний (азоксимера бромид) — 500 мкг

### Гриппол (более не используется)
В 0,5 мл суспензии содержится:
- антиген вируса гриппа типа A (H1N1) с содержанием гемагглютинина — 5 мкг
- антиген вируса гриппа типа A (H3N2) с содержанием гемагглютинина — 5 мкг
- антиген вируса гриппа типа В с содержанием гемагглютинина — 11 мкг
- Полиоксидоний (азоксимера бромид) — 500 мкг
- Тиомерсал (консервант) 50 мкг

## Фармакологическое действие
Оба препарата линейки Гриппол являясь иммуномодуляторами оказывают иммуностимулирующее действие на неспецифическую резистентность организма (НРО) и его иммунитет

## Иммунобиологические свойства
Обе вакцины, Гриппол плюс и Гриппол Квадривалент, вызывают в организме формирование высокого уровня специфического иммунитета против гриппа. По истечении 8—12 дней после проведения вакцинации наступает защитный эффект, который сохраняется в организме человека до 12 мес., в том числе и у людей пожилого возраста, а защитные титры антител к вирусам гриппа определяются у 75—95 % вакцинированных лиц разного возраста.

## Критика
Содержание антигенов в Грипполе не соответствует рекомендациям ВОЗа. В препаратах содержится в 3 раза меньше антигенов по сравнению с их оптимальным содержанием. Тем не менее в рамках государственной программы вакцинации в России используются только отечественные вакцины.
В ноябре 2006 года 6 серий «Гриппола» (около 1 миллиона доз) было изъято из оборота Роспотребнадзором из-за 68 случаев тяжелой аллергической реакции на препарат в 9 российских регионах: наблюдались отёки гортани, учащенное сердцебиение и затруднение дыхания. Проверки комиссий Роспотребнадзора выявили аллергическую реакцию на препарат.
Потери производителя вакцины ФГУП НПО «Микроген» составили $2 млн.
Независимо от тиомерсала, все вакцины этой линии содержит препарат полиоксидоний, безопасность или эффективность которого не проверялась в слепых клинических исследованиях. Полиоксидоний не используется ни в США, ни в Европе, не входит в список препаратов ВОЗ, и не проходил плацебо-контролируемых клинических исследований. По словам инфекциониста Дмитрия Трощанского, данные о клинических испытаниях полиоксидония имеют гриф секретности.

## Аналоги
На российском фармацевтическом рынке в категории «Вакцина для профилактики гриппа инактивированная» представлены: Инфлювак, Ультрикс, СОВИГРИПП, Ваксигрип, Флюарикс, Инфлексал, Вакцина гриппозная инактивированная элюатно-центрифужная жидкая (Вакцина гриппозная), Бегривак, Агриппал S1, Флюваксин, МикроФлю (Вакцина гриппозная инактивированная цельновирионная), Моновалентная субстанция вируса гриппа типа B (сплит, инактивированная), Моновалентная субстанция вируса гриппа типа А (сплит, инактивированная), Антиген вируса гриппа типа А аллантоисный, Грипповак, Антиген вируса гриппа типа В, Вакцина гриппозная инактивированная элюатно-центрифужная жидкая, Пандефлю, Антиген вируса гриппа типа В аллантоисный, Вакцина гриппозная химическая адсорбированная убитая жидкая (АГХ-вакцина).